# Eudemis brevisetosa
Eudemis brevisetosa là một loài bướm đêm thuộc họ Tortricidae. Nó được tìm thấy ở Nhật Bản (Honshu, Iwate Prefecture, Kuriyagawa, Morioka)
Sải cánh dài 15–19 mm.